# 유기염기
유기염기(有機鹽基, organic base)는 염기처럼 작용하는 유기 화합물이다. 유기염기는 무조건은 아니지만 양성자 수용기의 역할을 하는 것이 보통이다. 이들은 보통 양성자를 가한 질소 원자를 포함하고 있다. 아민과 질소를 포함한 헤테로고리 화합물들은 유기염기이다. 이를테면 다음을 포함한다:
- 피리딘
- 메틸 아민
- 이미다졸
- 벤즈이미다졸
- 히스티딘
- 염기성 포스파젠
- 일부 유기 양이온들의 수산화물